# Brandão
Evaeverson Lemos da Silva, cunoscut ca Brandão (n. 16 iunie 1980), este un fotbalist profesionist brazilian, care în prezent evoluează la clubul Bastia în Ligue 1, pe poziția de atacant.
Cea mai mare parte a carierei sale profesioniste el a petrecut-o la echipa Șahtior Donețk, pentru care a evoluat în 220 de meciuri oficiale și a marcat 91 de goluri, câștigând 7 titluri majore.

## Palmares
Șahtior
- Prima Ligă Ucraineană: 2004–05, 2005–06, 2007–08
- Cupa Ucrainei: 2004–05, 2007–08
- Supercupa Ucrainei: 2005, 2008

Marseille
- Ligue 1: 2009–10
- Coupe de la Ligue: 2009–10, 2011–12

Saint-Étienne
- Coupe de la Ligue: 2012–13

## Statistici
Inclusă doar perioada de la Șahtior. 
| Club           | Sezon   | Campionat | Campionat | Cupă    | Cupă   | Continent | Continent | Supercupă | Supercupă | Total   | Total  |
| Club           | Sezon   | Meciuri   | Goluri    | Meciuri | Goluri | Meciuri   | Goluri    | Meciuri   | Goluri    | Meciuri | Goluri |
| -------------- | ------- | --------- | --------- | ------- | ------ | --------- | --------- | --------- | --------- | ------- | ------ |
| Șahtior Donețk | 2002–03 | 18        | 4         | 6       | 1      | 2         | 0         | -         | -         | 26      | 5      |
| Șahtior Donețk | 2003–04 | 18        | 8         | 3       | 1      | 5         | 1         | -         | -         | 26      | 10     |
| Șahtior Donețk | 2004–05 | 21        | 12        | 20      | 5      | 10        | 3         | -         | -         | 36      | 20     |
| Șahtior Donețk | 2005–06 | 26        | 15        | 1       | 1      | 9         | 5         | -         | -         | 36      | 21     |
| Șahtior Donețk | 2006–07 | 20        | 9         | 5       | 1      | 10        | 0         | 1         | 0         | 36      | 10     |
| Șahtior Donețk | 2007–08 | 25        | 12        | 3       | 2      | 10        | 5         | 1         | 0         | 39      | 19     |
| Șahtior Donețk | 2008–09 | 12        | 5         | 1       | 0      | 7         | 1         | 1         | 0         | 21      | 6      |
| Total          | Total   | 140       | 65        | 24      | 11     | 53        | 15        | 3         | 0         | 220     | 91     |